# 다비드 브레칼로
다비드 브레칼로(슬로베니아어: David Brekalo, 1998년 12월 3일 ~ )는 슬로베니아의 프로 축구 선수로, 메이저 리그 사커의 올랜도 시티 소속으로 센터백 또는 레프트백으로 뛰고 있으며, 슬로베니아 국가대표팀에서도 활동하고 있다.

## 구단 경력

### 비킹
2021년 1월, 그는 스웨덴의 클럽 말뫼와 연결되었으나, 같은 해 8월 11일, 노르웨이의 비킹와 3년 6개월 계약을 맺고 입단하였다. 그는 입단 4일 뒤인 몰데와의 경기에서 데뷔 전을 치렀으며, 이 경기에서 추가 시간에 결승골을 기록하며 팀의 3–2 승리를 이끌었다. 같은 해 11월 28일에는 크리스티안순과의 경기 막판에 동료 선수인 파트리크 군나르손을 밀쳐 퇴장을 당했다.

### 올랜도 시티
2024년 2월 8일, 브레칼로는 약 250만 달러의 이적료로 미국 메이저 리그 사커의 올랜도 시티와 계약을 맺었다. 그는 2월 24일, CF 몽레알과의 경기에서 올랜도 시티 데뷔 전을 치렀으며, 4월 13일, D.C. 유나이티드와의 경기에서 클럽 첫 골을 기록했다.
2025년 5월 15일, 브레칼로는 하루 전 샬럿 FC와의 경기에서 2도움을 기록하며 팀의 3–1 승리에 기여한 공로로 라운드 베스트 11에 선정되었다.

## 국가대표팀 경력
브레칼로는 2022년 3월 26일, 크로아티아와의 경기에서 1–1 무승부를 기록하며 슬로베니아 국가대표팀 데뷔 전을 치렀다.
그는 UEFA 유로 2024에 출전하는 슬로베니아의 26인 명단에 포함되었다.